# Albert Berendsen
Albert Berendsen (født 25. maj 1860, død 15. august 1897 i Holte) var en dansk grosserer og fransk konsularagent.
Berendsen var søn af grosserer Sophus Berendsen og hustru Mariane Levin og broder til toldinspektør Ivar Berendsen. Han fik en alsidig teoretisk og praktisk uddannelse i udlandet og blev student i Bruxelles. Han arbejdede på kontorer der havde forbindelse til den af faderen stiftede virksomhed, Sophus Berendsen, i Frankrig og England, og begyndte senere at arbejde i familiefirmaet.
Han overtog faderens firma i 1886 efter forældrenes død. Berendsen udvidede virksomheden bl.a. med handel med skibsbygningsudstyr, og krigsmateriel, og skaffede flere udenlandske generalagenturer og  forretningsforbindelser.
Albert Berendsen havde talent for fremmede sprog, og dyrkede især alt der var fransk. Han blev medstifter af Alliance Française og modtog de franske palmer.
I 1895 blev han gift med Gustava Berendsen Nyholm, datter af højesteretssagfører Kristoffer Valdemar Nyholm.
Efter hans død i 1897 blev firmaet omdannet til et aktieselskab med Ludvig Elsass, der havde været knyttet til forretningen siden 1886, som direktør.
Berendsen er afbildet på P.S. Krøyers maleri Fra Københavns Børs. Han er begravet på Mosaisk Vestre Begravelsesplads.